# Програмна документація
Програ́мна документа́ція — сукупність документів, що містять відомості, необхідні для розробки, виготовлення, супроводу та експлуатації програм. Програмна документація є одним з видів технічної документації.
Комплекс державних стандартів, що встановлюють взаємопов'язані правила розробки, оформлення та обігу програм і програмної документації називається «Єдина система програмної документації» (ЄСПД).

## Основні поняття та визначення
Програма — дані, призначені для управління конкретними компонентами системи оброблення інформації з метою реалізації певного алгоритму.
Програмне забезпечення — сукупність програм системи обробки інформації і програмних документів, необхідних для експлуатації цих програм.
Програмний модуль — програма або функціонально завершений фрагмент програми, призначений для зберігання, трансляції, об'єднання з іншими програмними модулями та завантаження в оперативну пам'ять

## Види програмних документів
Види програмних документів та їх зміст наведені в ГОСТ 19.101-77.
- Специфікація — містить інформацію щодо складу програми та документації на неї. Виконується на стадії робочого проєкту. Є обов'язковим документом для програмного забезпечення і тих програмних модулів, які можуть мати самостійне застосування.
- Відомість власників оригіналів (код виду документа — 05) — містить перелік підприємств, які зберігають оригінали програмних документів. Виконується на стадії робочого проєкту. Необхідність складання документа вирішується на етапі затвердження технічного завдання (за згодою).
- Текст програми (код виду документа — 12) — містить запис програми з необхідними коментарями. Виконується на стадії робочого проєкту. Необхідність — за погодженням.
- Опис програми (код виду документа — 13) — містить відомості про логічну структуру та функціонування програми. Виконується на стадії робочого проєкту. Необхідність — за погодженням.
- Програма та методика випробувань (код виду документа — 51) — містить вимоги, що підлягають перевірці при випробуваннях програми, а також порядок і методи їх контролю. Виконується на стадії робочого проєкту. Необхідність — за погодженням.
- Технічне завдання — містить призначення та область застосування програми, технічні, техніко-економічні та спеціальні вимоги, що ставляться до програми, необхідні стадії і терміни розробки, види випробувань. Виконується на стадії технічного завдання і є обов'язковим документом для комплексу. Необхідність складання технічних завдань на компоненти визначається за погодженням із замовником.
- Записка пояснення (код виду документа — 81) — містить схему алгоритму, загальний опис алгоритму і/або функціонування програми, а також обґрунтування прийнятих технічних та техніко-економічних рішень. Виконується на стадії ескізного та технічного проєктів. Необхідність — за погодженням.
- Експлуатаційні документи — містить відомості для забезпечення функціонування та експлуатації програми. Виконуються на стадії робочого проєкту. Необхідність — за погодженням для кожного документа окремо. Види експлуатаційних документів:
  - формуляр (код виду документа — 30) — містить основні характеристики програми, комплектність і відомості про експлуатацію програми,
  - опис застосування (код виду документа — 31) — містить відомості про призначення програми, області застосування, застосовуваних методах, класі вирішуваних задач, обмеження для застосування, мінімальної конфігурації технічних засобів,
  - керівництво системного програміста (код виду документа — 32) — містить відомості для перевірки, забезпечення функціонування та налаштування програми на умови конкретного застосування,
  - керівництво програміста (код виду документа — 32) — містить відомості, необхідні для експлуатації програми,
  - керівництво оператора (код виду документа — 33) — містить відомості для забезпечення процедури спілкування оператора з обчислювальною системою в процесі виконання програми,
  - опис мови (код виду документа — 35) — містить опис синтаксису і семантики мови програмування,
  - керівництво з технічного обслуговування(код виду документа — 46) — містить відомості для застосування тестових і діагностичних програм при обслуговуванні технічних засобів.

Склад застосовуваних видів документів визначається розробником документів залежно від стадій розробки технологічної документації та типу виробництва.